# 棒头南星
棒头南星（学名：Arisaema clavatum）为天南星科天南星属的植物，是中国的特有植物。分布于中国大陆的湖北、重庆、四川、贵州等地，生长于海拔650米至1,400米的地区，多生在林下以及湿润地，目前尚未由人工引种栽培。

## 别名
蛇包谷（重庆） 麻芋子（四川峨眉） 虎掌、南星（重庆南川） 七寸胆（湖北利川）